# Dave Arneson

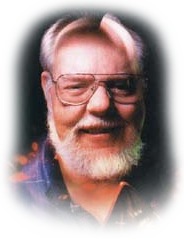
Dave Arneson

David Lance Arneson (* 1. Oktober 1947 in Minnesota; † 7. April 2009 in St. Paul, Minnesota) war ein US-amerikanischer Spieleautor. Er gilt als der Erfinder des Pen-&-Paper-Rollenspiels und entwickelte zusammen mit Gary Gygax Dungeons & Dragons.

## Leben
Gary Gygax und Jeff Perren entwickelten 1971 das Spiel Chainmail. In dieser mittelalterlichen Konfliktsimulation kontrollieren die Spieler jeweils eine Armee und kämpfen um die Herrschaft in einem Gebiet. Schlachten wurden dabei mit Plastikfiguren nachgestellt. Arneson kam auf die Idee, die Soldaten in einer Kommandotruppe eine Burg einnehmen zu lassen, wobei sie Fallen entschärfen und Türen öffnen mussten. So lernte jeder Spieler, sich mit seinem Krieger zu identifizieren. Da Chainmail dafür nicht ausgereift war, wurde es erweitert, und Dinge wie Trefferpunkte wurden integriert. Zunächst erhielt es den Titel The Fantasy Game. Doch der Name war nicht eingängig genug, und Gygax’ Frau kam auf den Namen Dungeons & Dragons.
David Arneson entwickelte für seine Spielrunden ab 1970 mit Blackmoor auch die erste Spielwelt für ein Rollenspiel. Obwohl in den TSR-Produkten eine Vielzahl von Referenzen zu Blackmoor enthalten sind und bereits das zweite Modul diesen Titel trug, dauerte es noch, bis 1986 mit den DA1-4 Modulen ausführlichere Beschreibungen veröffentlicht wurden. Neben Fantasy-Elementen enthält Arnesons Welt auch eine Reihe von SF-Merkmalen.
Arneson verließ TSR 1976, um als unabhängiger Spieleentwickler zu arbeiten. 1979 verklagte er TSR auf Tantiemen an D&D bzw. AD&D sowie auf die Nennung als Autor. Der Rechtsstreit wurde 1981 außergerichtlich beigelegt. Während der kurzzeitigen Führung von TSR durch Gary Gygax kehrte Arneson zu TSR zurück und veröffentlichte die DA-Modulserie zu Blackmoor. Durch den Weggang von Gygax wurde das geplante 5. Modul (DA5) nicht mehr veröffentlicht.
Ab Mitte der 1980er arbeitete er als Lehrer in Kalifornien, ab 1990 als Professor für Computerspiele-Design an der auf Multimediaberufe spezialisierten Full Sail Universität.
2004 entwarfen Arneson und Dustin Clingman eine an das d20-System angepasste Version von Blackmoor.
David Arneson starb am 7. April 2009 im Alter von 61 Jahren an Krebs.
Als Reaktion auf den Tod widmete die Firma Blizzard Entertainment den am 14. April erschienenen Patch „Geheimnisse von Ulduar“ von World of Warcraft offiziell David Arneson.

## Schriften
- Dungeons & Dragons (1974) (mit Gary Gygax)
- Blackmoor (1975)
- Dungeonmaster's Index (1977)
- The First Fantasy Campaign (1977)
- Adventures in Fantasy (1979) (mit Richard L. Snider)
- Robert Asprin's Thieves' World (1981) (als Co-Autor)
- Citybook II - Port o' Call (1984) (als Co-Autor)
- Adventures in Blackmoor (D&D Module:DA1) (1986) (mit David J. Ritchie)
- Temple of the Frog (D&D Module:DA2) (1986) (mit David J. Ritchie)
- City of the Gods (D&D Module:DA3) (1987) (mit David J. Ritchie)
- DNA/DOA (1989)
- The Case of the Pacific Clipper (1991)
- The Haunted Lighthouse (Dungeon Crawl Classics Module #3.5) (2003)
- Dave Arneson's Blackmoor (2004) (Chefdesigner)
- Player's Guide to Blackmoor (2006)

## Belege
1. ↑  Blizzard Entertainment (14. April 2009). Blizzard Entertainment widmet Patch David Arneson. Aufgerufen am 15. April 2009.